# Coupe du monde de saut à ski 2007-2008
Navigation
Édition précédente Édition suivante
L'édition 2007-2008 de la Coupe du monde de saut à ski est une compétition sportive internationale rassemblant les meilleurs athlètes mondiaux pratiquant le saut à ski. Elle se déroule entre le 30 novembre 2007 et le 16 mars 2008 et est remportée par l'Autrichien Thomas Morgenstern qui devance au classement général final son compatriote Gregor Schlierenzauer et le Finlandais Janne Ahonen.

## Classement général
| Place | Nom                   | Pays     | Points |
| ----- | --------------------- | -------- | ------ |
| 1     | Thomas Morgenstern    | Autriche | 1794   |
| 2     | Gregor Schlierenzauer | Autriche | 1561   |
| 3     | Janne Ahonen          | Finlande | 1291   |
| 4     | Tom Hilde             | Norvège  | 1228   |
| 5     | Anders Bardal         | Norvège  | 942    |
| 6     | Anders Jacobsen       | Norvège  | 827    |
| 7     | Andreas Kuettel       | Suisse   | 778    |
| 8     | Janne Happonen        | Finlande | 755    |
| 9     | Simon Ammann          | Suisse   | 728    |
| 10    | Wolfgang Loitzl       | Autriche | 715    |

## Calendrier
| Date              | Lieu          | Épreuve | Vainqueur                                                              | Deuxième                                                                      | Troisième                                                                    |
| 30 novembre 2007  | Kuusamo       | HS142   | Norvège Bjoern Einar Romoeren Tom Hilde Anders Bardal Roar Ljoekelsoey | Autriche Wolfgang Loitzl Martin Koch Gregor Schlierenzauer Thomas Morgenstern | Finlande Matti Hautamaeki Harri Olli Arttu Lappi Janne Ahonen                |
| 1er décembre 2007 | Kuusamo       | HS142   | Thomas Morgenstern                                                     | Bjoern Einar Romoeren                                                         | Tom Hilde                                                                    |
| 8 décembre 2007   | Trondheim     | HS131   | Thomas Morgenstern                                                     | Gregor Schlierenzauer                                                         | Tom Hilde                                                                    |
| 9 décembre 2007   | Trondheim     | HS131   | Thomas Morgenstern                                                     | Andreas Kofler                                                                | Wolfgang Loitzl                                                              |
| 13 décembre 2007  | Villach       | HS98    | Thomas Morgenstern                                                     | Janne Ahonen                                                                  | Gregor Schlierenzauer                                                        |
| 14 décembre 2007  | Villach       | HS98    | Thomas Morgenstern                                                     | Gregor Schlierenzauer                                                         | Janne Ahonen                                                                 |
| 22 décembre 2007  | Engelberg     | HS137   | Thomas Morgenstern                                                     | Andreas Kofler                                                                | Tom Hilde                                                                    |
| 23 décembre 2007  | Engelberg     | HS137   | Andreas Kuettel                                                        | Gregor Schlierenzauer                                                         | Thomas Morgenstern                                                           |
| 30 décembre 2007  | Oberstdorf    | HS137   | Thomas Morgenstern                                                     | Gregor Schlierenzauer                                                         | Janne Ahonen                                                                 |
| 1er janvier 2008  | Garmisch      | HS140   | Gregor Schlierenzauer                                                  | Janne Ahonen                                                                  | Michael Neumayer                                                             |
| 5 janvier 2008    | Bischofshofen | HS140   | Janne Ahonen                                                           | Thomas Morgenstern                                                            | Simon Ammann                                                                 |
| 6 janvier 2008    | Bischofshofen | HS140   | Janne Ahonen                                                           | Anders Bardal                                                                 | Thomas Morgenstern                                                           |
| 12 janvier 2008   | Val di Fiemme | HS140   | Tom Hilde                                                              | Sigurd Pettersen                                                              | Wolfgang Loitzl                                                              |
| 13 janvier 2008   | Val di Fiemme | HS140   | Tom Hilde                                                              | Thomas Morgenstern                                                            | Anders Jacobsen                                                              |
| 20 janvier 2008   | Harrachov     | HS205   | Janne Ahonen                                                           | Tom Hilde                                                                     | Anders Jacobsen                                                              |
| 20 janvier 2008   | Harrachov     | HS205   | annulé                                                                 | annulé                                                                        | annulé                                                                       |
| 25 janvier 2008   | Zakopane      | HS134   | Gregor Schlierenzauer                                                  | Anders Jacobsen                                                               | Thomas Morgenstern                                                           |
| 26 janvier 2008   | Zakopane      | HS134   | Anders Bardal                                                          | Thomas Morgenstern                                                            | Simon Ammann                                                                 |
| 2 février 2008    | Sapporo       | HS134   | Thomas Morgenstern                                                     | Janne Happonen                                                                | Martin Koch                                                                  |
| 3 février 2008    | Sapporo       | HS134   | Thomas Morgenstern                                                     | Janne Happonen                                                                | Anders Bardal                                                                |
| 8 février 2008    | Liberec       | HS134   | Thomas Morgenstern                                                     | Gregor Schlierenzauer                                                         | Andreas Kuettel                                                              |
| 9 février 2008    | Liberec       | HS134   | Anders Jacobsen                                                        | Gregor Schlierenzauer                                                         | Martin Koch                                                                  |
| 16 février 2008   | Willingen     | HS145   | Norvège Bjoern Einar Romoeren Anders Bardal Tom Hilde Anders Jacobsen  | Finlande Janne Happonen Harri Olli Matti Hautamaeki Janne Ahonen              | Autriche Andreas Kofler Martin Koch Gregor Schlierenzauer Thomas Morgenstern |
| 17 février 2008   | Willingen     | HS145   | Bjoern Einar Romoeren                                                  | Jernej Damjan                                                                 | Anders Bardal                                                                |
| 1er mars 2008     | Lahti         | HS130   | annulé                                                                 | annulé                                                                        | annulé                                                                       |
| 3 mars 2008       | Kuopio        | HS127   | Janne Happonen                                                         | Gregor Schlierenzauer                                                         | Anders Jacobsen                                                              |
| 4 mars 2008       | Kuopio        | HS127   | Janne Ahonen                                                           | Anders Bardal                                                                 | Tom Hilde                                                                    |
| 7 mars 2008       | Lillehammer   | HS138   | Gregor Schlierenzauer                                                  | Andreas Kuettel                                                               | Janne Happonen                                                               |
| 9 mars 2008       | Oslo          | HS128   | Gregor Schlierenzauer                                                  | Tom Hilde                                                                     | Bjoern Einar Romoeren                                                        |
| 14 mars 2008      | Planica       | HS215   | Gregor Schlierenzauer                                                  | Janne Ahonen                                                                  | Bjoern Einar Romoeren                                                        |
| 15 mars 2008      | Planica       | HS215   | Norvège Tom Hilde Anders Jacobsen Anders Bardal Bjoern Einar Romoeren  | Finlande Janne Happonen Matti Hautamaeki Jussi Hautamaeki Janne Ahonen        | Autriche Martin Koch Thomas Morgenstern Andreas Kofler Gregor Schlierenzauer |
| 16 mars 2008      | Planica       | HS215   | Gregor Schlierenzauer                                                  | Martin Koch                                                                   | Janne Happonen                                                               |
|                   |               |         |                                                                        |                                                                               |                                                                              |